# جهد الدارة المفتوحة

جهد الدارة المفتوحة

أكبر جهد لا حمل يمكن تطبيقه على خليه شمسية كداله في فجوة النطاق

جهد الدارة المفتوحة VOC، (بالإنجليزية: Open-circuit voltage)‏ هو فرق الجهد بين طرفين الجهاز عندما تكون الدائرة مفتوحة. أي لا يوجد حمل كهربي وبالتالي فلا يمر تيار في الدائرة.
وفي تحليل الشبكات يطلق على هذا الجهد جده ثيفينين.
وغالبا ما يعطي جهد اللاحمل للبطاريات، والخلايا الشمسية تحت ظروف معينة مثل درجة الحرارة.

## التطبيق
يجب معرفة جهد اللاحمل لكل عنصر. لأن العناصر التي لها جهد لا حمل صغير تتحلل أسرع من العناصر التي لها جهد لا حمل كبير.

## الحسابات
لحساب جهد اللاحمل على الدائرة التالية
إذا اردنا حساب جهد اللاحمل على المقاومة 5 أوم. نقوم أولا بفصلها من الدائرة:
- حساب قيمة المقاومة المكافئة في الحلقة (1).
- حساب التيار المار في الحلقة.
- باستخدام قانون أوم، نجد الجهد على المقاومة C.
- إهمال المقاومة B، لأنها لا تؤثر على قيمة جهد اللاحمل. لعدم مرور تيار بها.
- وبذلك يكون جهد النقطة C هو VL.

ويوجد هنا المزيد من الأمثلة.